# Titia Ryo
Titia Ryo (Quimper, 7 januari 2005) is een Frans wielrenster.

## Carrière
Als eerstejaars juniore won Ryo het nationale kampioenschap op de weg. Op het wereldkampioenschap eindigde ze op plek 32.
In 2024 maakte Ryo de overstap naar Arkéa-B&B Hotels. Haar debuut voor de ploeg maakte ze in januari op Mallorca, waar ze deelnam aan twee manches van de Challenge Mallorca. Begin juli van dat jaar werd ze, achter India Grangier, tweede in het eindklassement van de Ronde van Portugal. Vanwege haar leeftijd won ze wel het jongerenklassement. In 2025 debuteerde Ryo in de Ronde van Frankrijk. Na negen etappes eindigde ze als tweede in het jongerenklassement, achter Nienke Vinke.

## Overwinningen
2022
 Frans kampioene op de weg, Junioren
2024
Jongerenklassement Ronde van Portugal

## Resultaten in voornaamste wedstrijden
| Jaar | Ronde van Italië | Ronde van Frankrijk | Ronde van Spanje |
| ---- | ---------------- | ------------------- | ---------------- |
| 2024 |                  |                     |                  |
| 2025 |                  | 26e                 | 38e              |

| Jaar | Luik-Bast.‑Luik |
| ---- | --------------- |
| 2024 | 101e            |
| 2025 | opgave          |

## Ploegen
- 2024 –  Arkéa-B&B Hotels Women
- 2025 –  Arkéa-B&B Hotels Women